# Villa Roccaromana
La Villa Roccaromana (dite aussi de Gemmis) est une bâtisse d'intérêt historique située à Naples, dans le quartier de Posillipo; son emplacement est spectaculaire, surplombant la mer, au-dessus d'anciennes grottes creusées dans le tuf.

## Historique
Elle a été commanditée en 1814 par le duc Nicola Caracciolo di Roccaromana, qui l'a construite sur un terrain surplombant la mer. Le duc aimait par-dessus tout les plantes exotiques, et il avait également fait construire une pagode donnant sur la mer. Dans la maison, le duc Nicola avait installé une énorme collection d'animaux empaillés dont il ne reste plus rien aujourd'hui. Il organisait de grandes fêtes, en particulier dans les grottes se trouvant juste en dessous.
Vers la fin du XIXe siècle, l'endroit a été acheté par la famille noble Le Mesurier de Birkenhead, qui l'a utilisée comme résidence d'été. Il appartenait alors à la baronne de Castel Foce Helen Anne de Gemmis.
La villa est restée dans la famille de Gemmis jusqu'au début du XXIe siècle, lorsqu'elle a subi de nombreuses transformations. La villa est aujourd'hui une copropriété. De nombreuses trouvailles archéologiques ont été faites en ces lieux, datant de la période de l'Empire romain.
Aujourd'hui, la villa Roccaromana est utilisée comme habitations et est divisée en logements.